# Mecze reprezentacji Bułgarii w piłce siatkowej mężczyzn prowadzonej przez Radostina Stojczewa

## Oficjalne mecze międzypaństwowe
| Nr   | Przeciwnik | Miejsce               | Data        | Wynik (Bułgaria-przeciwnik)             | Impreza                         | Raport |
| 2011 | 2011       | 2011                  | 2011        | 2011                                    | 2011                            | 2011   |
| ---- | ---------- | --------------------- | ----------- | --------------------------------------- | ------------------------------- | ------ |
| 1    | Niemcy     | Warna                 | 28 maja     | 2:3 (25:21, 18:25, 21:25, 25:15, 10:15) | Liga Światowa 2011              | raport |
| 2    | Niemcy     | Warna                 | 29 maja     | 3:2 (25:21, 23:25, 25:22, 20:25, 15:9)  | Liga Światowa 2011              | raport |
| 3    | Japonia    | Warna                 | 4 czerwca   | 3:1 (22:25, 25:21, 25:16, 25:20)        | Liga Światowa 2011              | raport |
| 4    | Japonia    | Warna                 | 5 czerwca   | 3:0 (25:14, 25:17, 25:19)               | Liga Światowa 2011              | raport |
| 5    | Rosja      | Surgut (Rosja)        | 10 czerwca  | 0:3 (15:25, 20:25, 18:25)               | Liga Światowa 2011              | raport |
| 6    | Rosja      | Surgut (Rosja)        | 11 czerwca  | 0:3 (14:25, 25:27, 20:25)               | Liga Światowa 2011              | raport |
| 7    | Niemcy     | Brema (Niemcy)        | 18 czerwca  | 2:3 (18:25, 21:25, 25:18, 25:18, 13:15) | Liga Światowa 2011              | raport |
| 8    | Niemcy     | Brema (Niemcy)        | 19 czerwca  | 3:1 (26:24, 25:22, 20:25, 25:23)        | Liga Światowa 2011              | raport |
| 9    | Japonia    | Warna                 | 25 czerwca  | 3:0 (25:20, 25:21, 25:23)               | Liga Światowa 2011              | raport |
| 10   | Japonia    | Warna                 | 26 czerwca  | 3:2 (25:21, 20:25, 25:13, 21:25, 15:10) | Liga Światowa 2011              | raport |
| 11   | Rosja      | Warna                 | 30 czerwca  | 3:1 (25:22, 18:25, 30:28, 25:20)        | Liga Światowa 2011              | raport |
| 12   | Rosja      | Warna                 | 1 lipca     | 2:3 (14:25, 25:23, 13:25, 25:22, 12:15) | Liga Światowa 2011              | raport |
| 13   | Polska     | Gdańsk (Polska)       | 6 lipca     | 2:3 (20:25, 25:23, 25:14, 22:25, 13:15) | Final Eight Ligi Światowej 2011 | raport |
| 14   | Argentyna  | Gdańsk (Polska)       | 7 lipca     | 0:3 (17:25, 22:25, 22:25)               | Final Eight Ligi Światowej 2011 | raport |
| 15   | Włochy     | Gdańsk (Polska)       | 8 lipca     | 3:0 (25:22, 25:22, 25:21)               | Final Eight Ligi Światowej 2011 | raport |
| 16   | Słowacja   | Praga (Czechy)        | 10 września | 2:3 (24:26, 25:27, 26:24, 25:19, 15:17) | Mistrzostwa Europy 2011         |        |
| 17   | Polska     | Praga (Czechy)        | 11 września | 3:1 (19:25, 2:22, 25:22, 25:23)         | Mistrzostwa Europy 2011         |        |
| 18   | Niemcy     | Praga (Czechy)        | 12 września | 3:1 (25:16, 25:27, 26:24, 25:23)        | Mistrzostwa Europy 2011         |        |
| 19   | Estonia    | Karlowe Wary (Czechy) | 14 września | 3:0 (25:20, 25:23, 25:22)               | Mistrzostwa Europy 2011         |        |
| 20   | Rosja      | Karlowe Wary (Czechy) | 15 września | 1:3 (25:21, 19:25, 18:25, 19:25)        | Mistrzostwa Europy 2011         |        |

## Mecze i turnieje towarzyskie
| Nr   | Przeciwnik | Miejsce                     | Data        | Wynik (Bułgaria-przeciwnik)             | Impreza                            | Raport |
| 2011 | 2011       | 2011                        | 2011        | 2011                                    | 2011                               | 2011   |
| ---- | ---------- | --------------------------- | ----------- | --------------------------------------- | ---------------------------------- | ------ |
| 1    | Serbia     | Warna                       | 15 maja     | 0:3 (24:26, 24:26, 21:25)               | mecze towarzyskie                  |        |
| 2    | Serbia     | Warna                       | 16 maja     | 3:2 (25:17, 25:15, 19:25, 20:25, 15:9)  | mecze towarzyskie                  |        |
| 3    | Kuba       | Warna                       | 21 maja     | 3:1 (25:22, 19:25, 25:23, 25:20)        | mecz towarzyski                    |        |
| 4    | Serbia     | Sofia                       | 30 lipca    | 3:1 (25:22, 19:25, 25:23, 25:20)        | mecz na otwarcie hali Arena Armeec |        |
| 5    | Czechy     | Sofia                       | 12 sierpnia | 3:0 (25:21, 25:18, 25:18)               | turniej towarzyski                 |        |
| 6    | Francja    | Sofia                       | 14 sierpnia | 3:0 (25:20, 25:19, 25:23)               | turniej towarzyski                 |        |
| 7    | Serbia     | Warna                       | 23 sierpnia | 3:0 (25:17, 25:20, 25:20)               | mecze towarzyskie                  |        |
| 8    | Serbia     | Warna                       | 24 sierpnia | 3:1 (29:27, 25:19, 21:25, 25:22)        | mecze towarzyskie                  |        |
| 9    | Turcja     | Tourcoing (Francja)         | 2 września  | 3:0 (28:26, 25:21, 27:25)               | Tournoi de France 2011             |        |
| 10   | Francja    | Tourcoing (Francja)         | 3 września  | 1:3 (35:33, 22:25, 21:25, 18:25)        | Tournoi de France 2011             |        |
| 11   | Słowenia   | Villeneuve-d’Ascq (Francja) | 4 września  | 2:3 (23:25, 23:25, 25:21, 31:29, 10:15) | Tournoi de France 2011             |        |

Bilans:
- zwycięstwa-porażki 8-3
- sety wygrane-sety przegrane: 27-14

## Mecze nieoficjalne
| Nr   | Przeciwnik | Miejsce | Data        | Wynik (Bułgaria-przeciwnik)      | Impreza         | Raport |
| 2011 | 2011       | 2011    | 2011        | 2011                             | 2011            | 2011   |
| ---- | ---------- | ------- | ----------- | -------------------------------- | --------------- | ------ |
| 1    | Czechy     | Sofia   | 11 sierpnia | 0:3 (19:25, 20:25, 22:25)        | mecz sparingowy |        |
| 2012 |            |         |             |                                  |                 |        |
| 2    | Słowacja   | Sofia   | 4 maja      | 3:1 (25:21, 25:19, 25:17, 22:25) | mecz sparingowy |        |

Bilans:
- zwycięstwa-porażki 1:1
- sety wygrane-sety przegrane: 3:4